# چرای حفاظتی

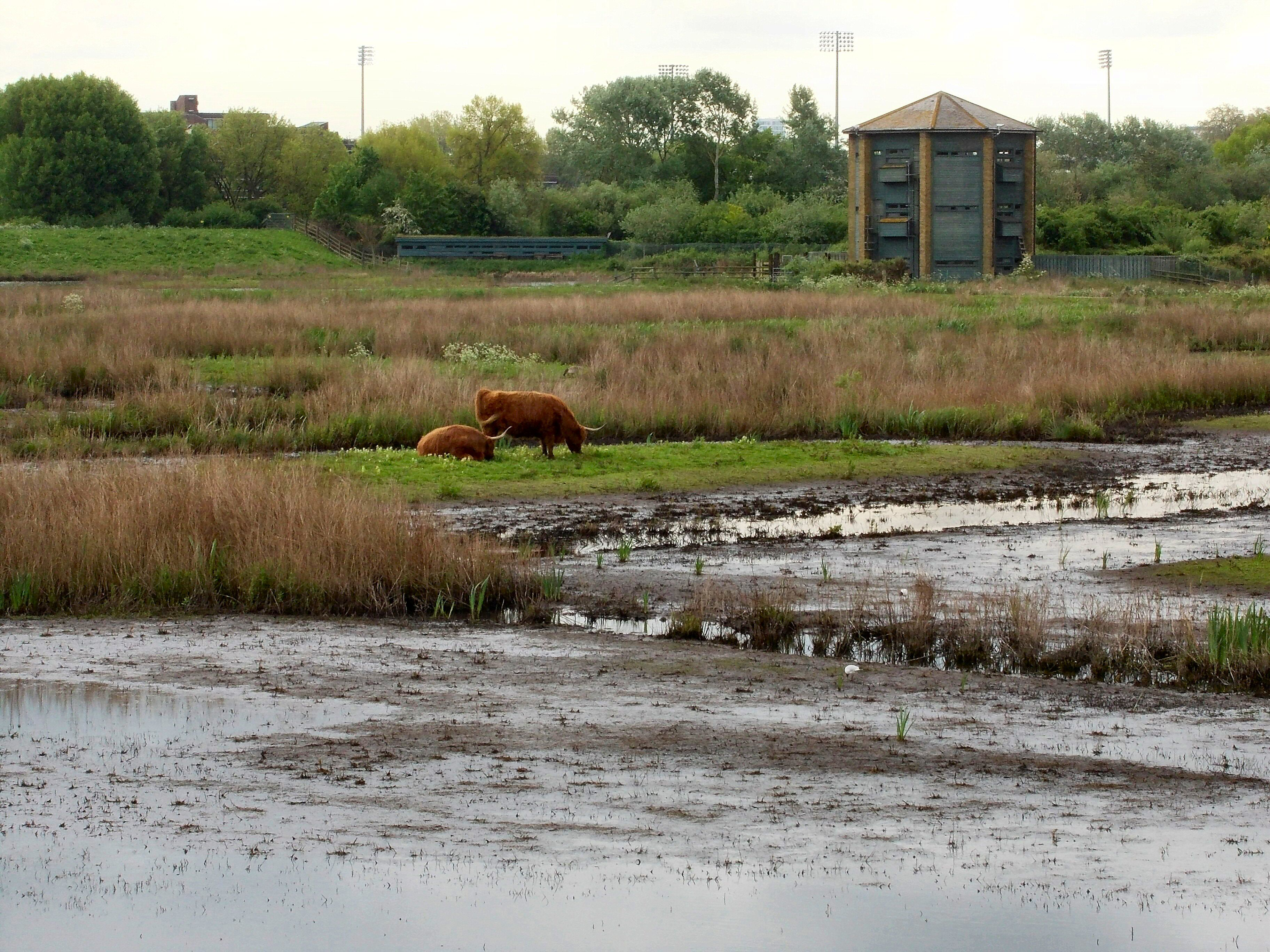
گاوهای هایلند در باتلاق چرا در مرکز تالاب لندن

چرای حفاظتی (به انگلیسی: Conservation grazing) یا چرای هدفمند به استفاده از دام‌های اهلی چراکننده یا نیمهاهلیشده برای حفظ و افزایش تنوع زیستی مراتع طبیعی یا نیمه‌طبیعی، مراتع، مراتع بیشه‌ای، تالاب‌ها و بسیاری از زیستگاه‌های دیگر گفته می‌شود. چرای حفاظتی عموماً فشرده‌تر از شیوه‌هایی مانند سوزاندن کنترل‌شده است، اما همچنان باید مدیریت شود تا اطمینان حاصل شود که چرای بی‌رویه رخ نمی‌دهد. ثابت شده‌است که این عمل در بازیابی و حفظ اکوسیستم‌های مرتعی و گرمسیری در حد اعتدال سودمند است. سطح مطلوب چرا به هدف حفاظت بستگی دارد و سطح مختلف چرا، در کنار دیگر شیوه‌های حفاظتی، می‌تواند برای القای نتایج مطلوب مورد استفاده قرار گیرد.

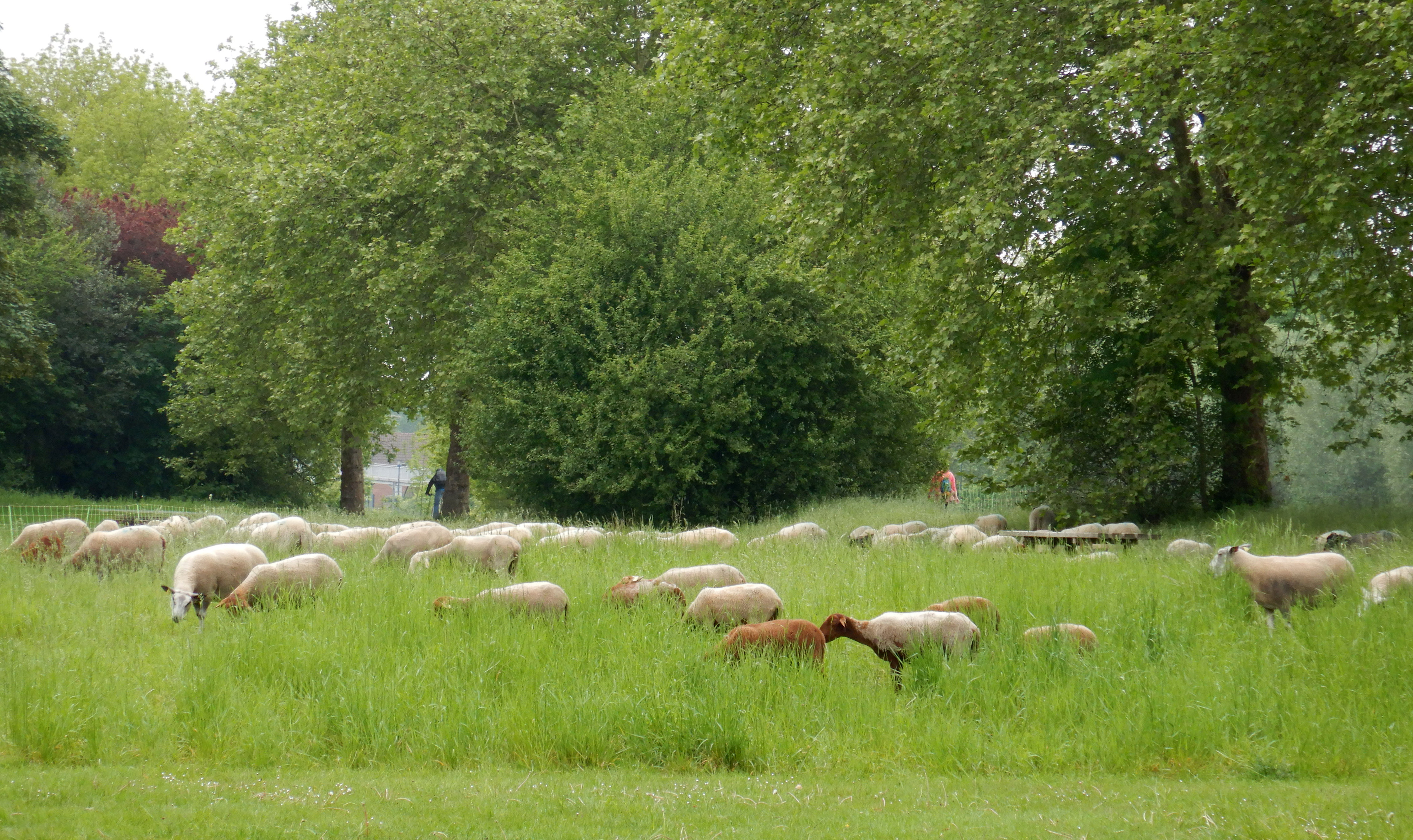
بوم‌مرتعداری شهری با گوسفند و بز در چمنزار شهری «Bois de la Citadelle» در لیل

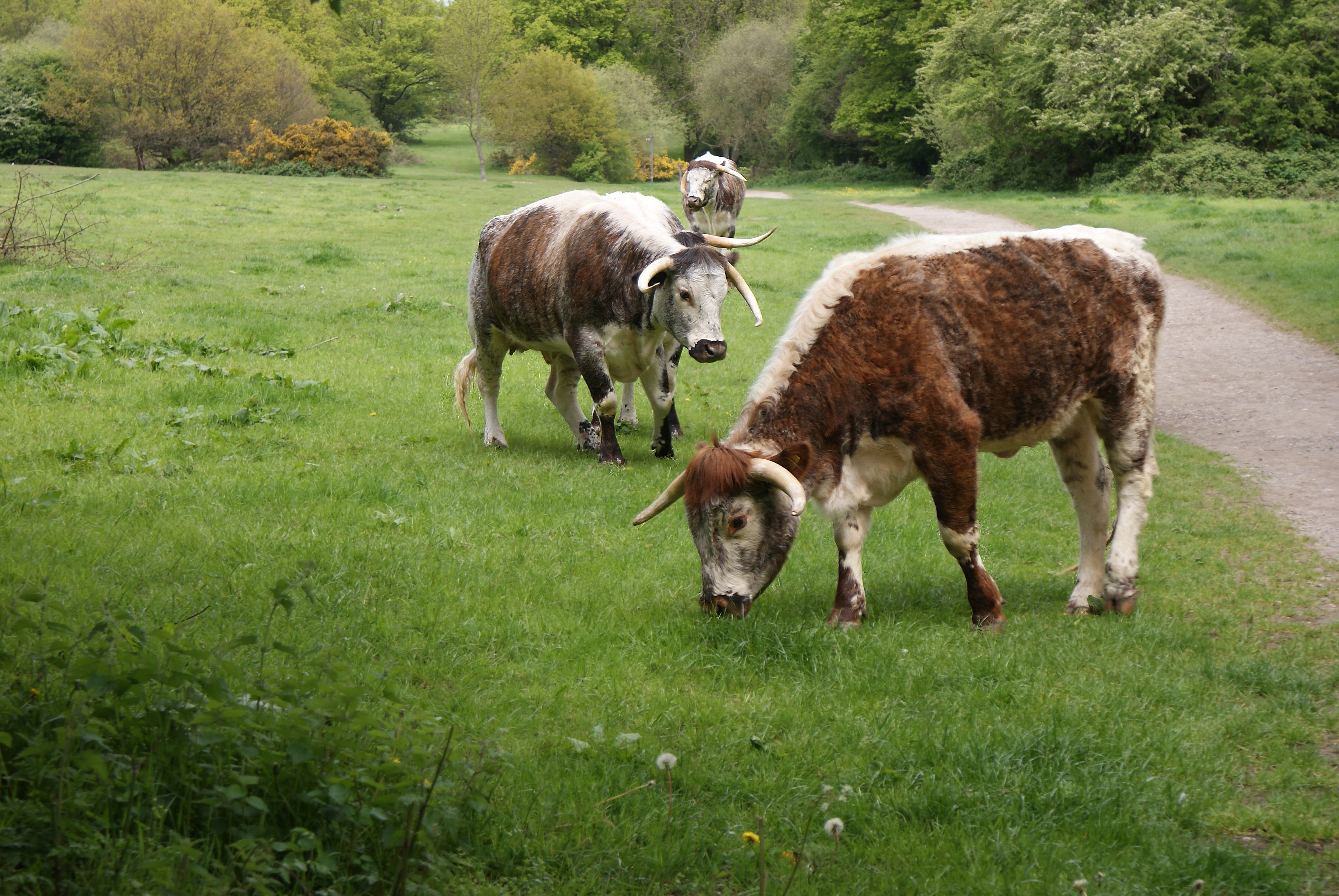
حفاظت از چرای گاوهای شاخ‌بلند برای مدیریت ذخیره‌گاه طبیعی ملی در Ruislip Lido